# Baltische Assemblee
De Baltische Assemblee is een samenwerking tussen de Baltische Staten Estland, Letland en Litouwen. Ze heeft een adviserende functie in de vorming van gemeenschappelijk beleid tussen de drie landen. Het hoofdkwartier is gevestigd in de Letse hoofdstad Riga. Het voorzitterschap rouleert jaarlijks tussen de leden.

## Geschiedenis
Naar voorbeeld van de Noordse Raad en de Benelux werd op 8 november 1991, in hetzelfde jaar als de herwonnen onafhankelijkheid van de drie leden, de vorming van de Baltische Assemblee goedgekeurd in Tallinn. Doelen van de assemblee waren onder andere het verhogen van de veiligheid, de terugtrekking van de overblijvende Sovjettroepen, de creatie van een vrije markt, de verdere integratie tussen de drie landen en de voorbereiding op een eventuele toetreding tot de Europese Unie en de NAVO.

## Samenstelling
Elk land mag 12 tot 16 leden uit zijn parlement afvaardigen, die proportioneel tussen de partijen moeten worden verdeeld, zoals dat in hun eigen parlement het geval is. Zij worden elk toegewezen aan een van de zes commissies. Het voorzitterschap wordt gevormd door twee parlementsleden van elk land, waarbij het voorzittende land de voorzitter levert en de twee andere landen de twee vicevoorzitters. Het voorzitterschap roteert elk jaar tussen de landen.

## Prijzen van de Assemblee

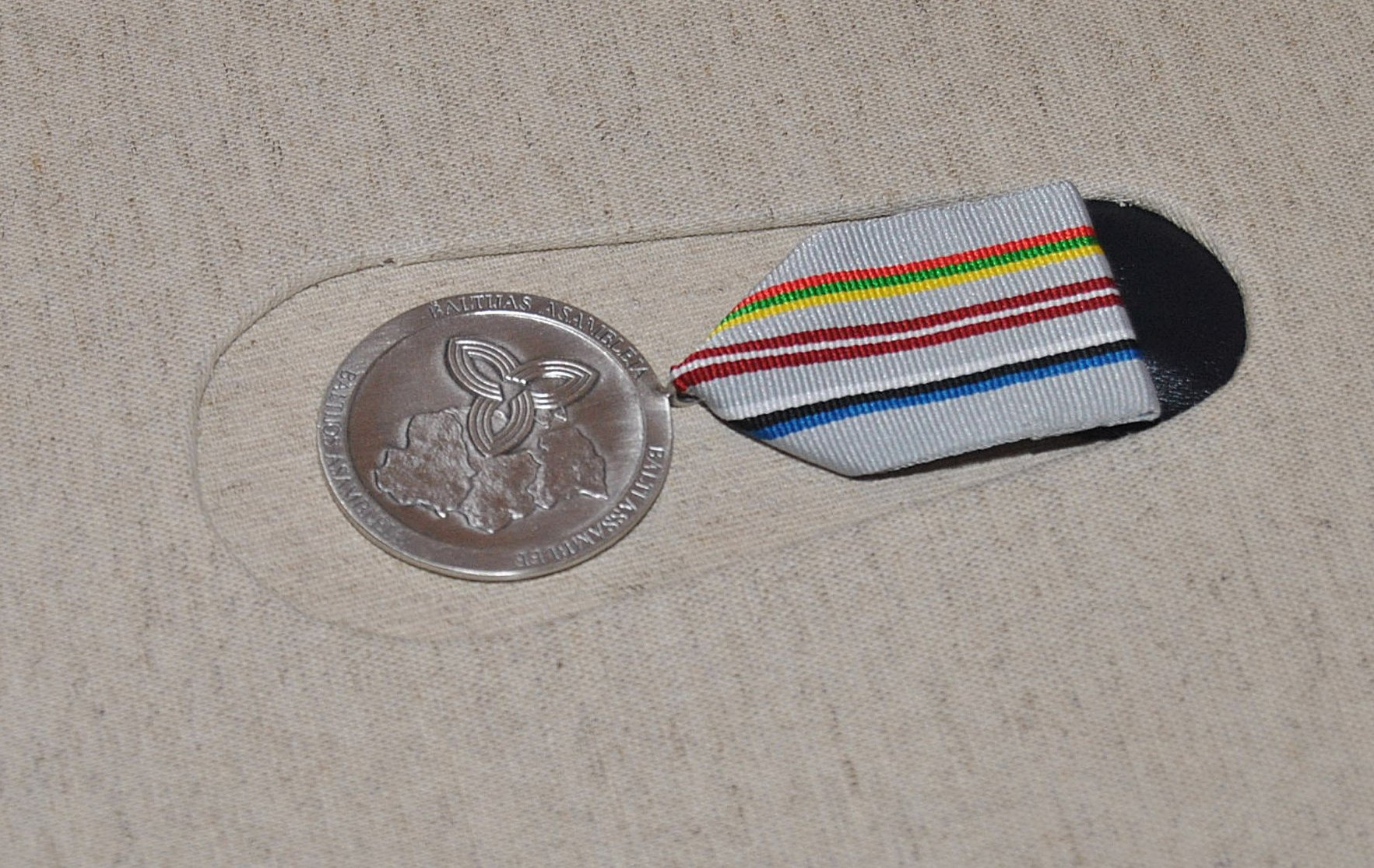
Medaille van de Baltische Assemblee

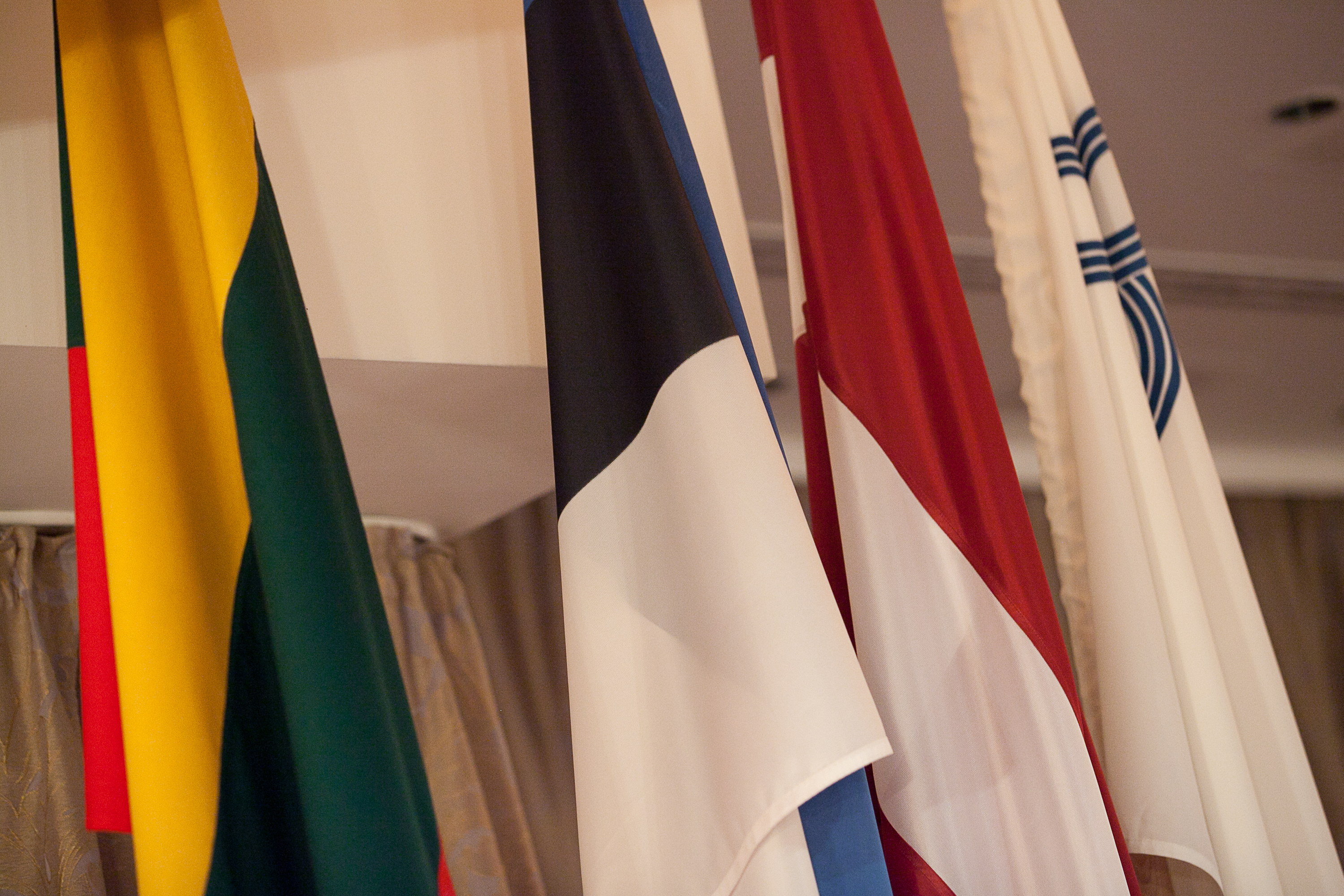
Vlaggen van Litouwen, Estland, Letland en de Baltische Assemblee

Sinds 1993 reikt de Baltische Assemblee prijzen uit voor literatuur, kunst en wetenschap. Vanaf 2002 worden medailles van de Baltische Assemblee toegekend aan mensen die hebben bijgedragen aan de eenheid en samenwerking tussen de Baltische staten. Ten slotte wordt sinds 2011 de Baltische Innovatieprijs uitgereikt.